# Schlacht um Würzburg (1796)
1792

Porrentruy – Marquain – Quiévrain – Verdun – Thionville – Valmy – Lille – Mainz (1792) – Jemappes
1793

Aldenhoven I – Namur – Neerwinden – Mainz (1793) – Famars – Valenciennes (1793) – Arlon (1793) – Hondschoote – Meribel – Avesnes-le-Sec – Pirmasens – Toulon – Fontenay-le-Comte – Cholet – Lucon – Trouillas – Dünkirchen – Le Quesnoy – Menin I – Wattignies – Weißenburg I – Biesingen – Kaiserslautern I – Weißenburg II
1794

Boulou – Landrecis – Menin II – Mouscron – Martinique – Guadeloupe – Tourcoing – Tournai – Kaiserslautern II – San-Lorenzo de la Muga – 13. Prairial – Fleurus – Kaiserslautern III – Vosges – Aldenhoven II
1795

Cornwallis’ Rückzug – Genua – Groix – Hyeres – Handschuhsheim – Mainz (1795) – Mannheim – Loano
1796

Montenotte – Millesimo – Dego – Mondovì – Lodi – Borghetto – Castiglione – Mantua – Siegburg – Altenkirchen – Wetzlar – Kircheib – Kehl – Kalteiche – Friedberg  – Malsch – Neresheim – Sulzbach – Deining – Amberg – Würzburg – Neufundland – Rovereto – Bassano – Limburg – Biberach I – Emmendingen – Schliengen – Caldiero – Arcole – Irland
1797

Fall von Kehl – Rivoli (1797) – St. Vincent – Diersheim – Santa Cruz – Neuwied – Camperduin
Die Schlacht um Würzburg war Teil des Ersten Koalitionskrieges (1792–1797) und dauerte vom 1. bis zum 3. September 1796. Nach seiner Niederlage in der Schlacht bei Amberg (24. August) erlitt der General der französischen Revolutionstruppen Jean-Baptiste Jourdan auf dem Rückzug im Maintal in Richtung Rhein hier eine zweite Niederlage gegen kaiserlich-österreichische Verbände (Nieder-Rhein-Armee) unter Führung der Reichsfeldmarschalls Erzherzog Karl von Österreich.

## Verlauf
Am 1. September konnten die Franzosen aus dem rechtsmainischen Teil Würzburgs, den sie seit dem 24. Juli 1796 besetzt hielten, von einer österreichischen Vorhut vertrieben werden. Etwa 20 leichte Reiter gelangten am frühen Nachmittag nach Überrumpelung der Torwachen durch das Äußere und mit Hilfe von Stadtbewohnern auch durch das Innere Sandertor in die befestigte Stadt, wobei etwa 20 französische Soldaten fielen. In Unkenntnis der wahren Angreiferzahl zogen sich die Franzosen überstürzt auf die Festung Marienberg am linken Mainufer zurück. Noch am selben Tag besetzten zwei österreichische Bataillone die Stadt und im Folgenden entwickelte sich ein Artilleriegefecht über die Stadt und den Fluss hinweg zwischen Franzosen auf der Festung und Österreichern auf dem Galgenberg.
Am 2. September morgens setzte sich die Division Bernadotte und Championnet von Jourdans Armee von Schweinfurt nach Würzburg in Bewegung. Die französische Avantgarde erschien mittags auf dem Steinberg, hinter ihr folgte die schwere Kavalleriedivision unter Bonnaud. Die Österreicher mussten ihre Vorposten aus den dortigen Weingärten zurückziehen, die Franzosen besetzten die Aumühle samt dem vorliegenden Tal. In der Stadt schlug die österreichische Besatzung unter FML Friedrich von Hotze Ausfälle aus der Zitadelle zurück und verwehrte den Franzosen durch die Besetzung der Wälle den Einmarsch. Mehrere Versuche der Franzosen über die Mainbrücke in die Stadt vorzudringen, um die Stadttore den zu Beginn der Kampfhandlungen noch zahlenmäßig überlegenen französischen Truppen zu öffnen, wurden abgewehrt. Die am anderen Flussufer stehende österreichische Division unter Feldmarschallleutnant Anton Sztáray wurde bereits von den französischen Divisionen Bernadotte und Championnet hart bedrängt.

## Die Entscheidung am 3. September
Die Entscheidungsschlacht fand am späten Nachmittag des 3. September statt, nachdem Erzherzog Karl mit zusätzlichen Truppen am Schlachtfeld eingetroffen war. Seine Avantgarde (9 Bataillone, 20 Eskadronen) unter FML Kray hatte den Übergang auf das rechte Ufer des Main bei Oberschwarzach um 9.30 Uhr bewerkstelligt. Ab Mittag war er im Vorgehen gegen Prosselsheim, um der langgedehnten französischen Front in die Flanke zu kommen. Der Erzherzog ließ seine Truppen eine Linksschwenkung durchführen, in welcher Hotzes Division den Drehpunkt bildete und den Gegner mit Scheinbewegungen festhalten sollte. Die österreichische Kavallerie überquerte dabei an einer erkundeten Furt den Main. Halb schwimmend gewannen die Reiter das rechte Ufer und schwenkten rasch um Schwarzenau herum, ritten durch Dettelbach und Biebergau und gingen zur Stütze der Division Sztáray auf Effeldorf vor. Vergeblich versuchte Jourdan den Aufmarsch der feindlichen 24 Eskadronen durch vorgezogenes Geschützfeuer zu hindern. Am rechten Flügel der Österreicher führte dann Feldzeugmeister von Wartensleben um 15 Uhr mit 24 Schwadronen den Angriff durch, der den Tag entschied. Das von Oberst Orsini-Rosenberg geführte Kürassier-Regiment „von Mack“ und die Nassau -Kürassiere unter FML Karl von Lorraine-Lambesc zeichneten sich dabei besonders aus.
In der Schlacht standen jetzt 45.000 Österreicher (davon 12.000 Reiter) etwa 30.000 Franzosen gegenüber. Die verstärkten Truppen Sztárays konnten den Gegner jetzt ins Kürnacher Tal zurückdrängen. Fürst Johann von Liechtenstein, dessen Truppen gegen Championnet Front machten, nahm das Gelände am Seligenstadter Hof, wurde dann aber selbst bei Unterpleichfeld durch einen Teil der schweren Kavalleriedivision unter Bonnaud mit Übermacht angegriffen. Als das Gefecht auf der ganzen Linie allgemein wurde, gingen auch die Truppen unter Hotze wieder vor, indem sie die Aumühle stürmten und dann auch in Würzburg eindrangen. Die österreichische Division Kray hatte derweil die allzu weit verteilte französische Division Grenier angegriffen, welche die Verbindung mit Schweinfurt deckte. Krays Truppen vertrieben die Franzosen aus Dipbach und Heiligental; eine Kolonne drang bei Bergtheim und Opferbaum erfolgreich in Greniers Flanke, die andere Kolonne ging gegen Oberpleichfeld vor.
Die französische Garnison auf der Würzburger Festung unter Divisionsgeneral Spolemont musste mit 800 Mann kapitulieren und ging, abgesehen von den in den Spessart geflohenen Franzosen, in Kriegsgefangenschaft.

## Ergebnis
Insgesamt forderten die Kämpfe um Würzburg auf französischer Seite 2000 Gefallene und Verwundete, auf österreichischer Seite 1500 Mann. Etwa 1000 Franzosen gerieten in Gefangenschaft.
Am 4. September gingen die Österreicher bei Zell über den Main und rückten am 8. in Frankfurt ein. Infolge der französischen Niederlage war General Jourdan gezwungen auf die Lahn zurückzugehen. Am 19. September 1796 kam es bei den dortigen Rückzugskämpfen zu einer zweiten Schlacht bei Altenkirchen. Nach dem Rückzug bis Düsseldorf legte der Befehlshaber Obergeneral Jean-Baptiste Jourdan sein Kommando nieder.
Zum Schutze ihres Abzuges brannten die Franzosen die im Pleichachtal gelegenen Dörfer Unterpleichfeld, Burggrumbach und Mühlhausen nieder, eine Vorgehensweise, die die Sambre- und Maas-Armee auf ihrem verlustreichen Rückzug zum Rhein noch häufig wiederholte.

## Rezeption

Die Eroberung des Ballons Intrépide bei Würzburg am 3. September 1796. Gemälde von Karl von Blaas, 1870 (HGM)

Im Zuge der Schlacht um Würzburg wurde am 3. September 1796 der französische Beobachtungsballon Intrépide durch österreichische Truppen erbeutet. Er ist heute im Wiener Heeresgeschichtlichen Museum ausgestellt und stellt somit das älteste noch erhaltene militärische Luftfahrzeug dar.
Die Schlacht bildete auch einen der Ausgangspunkte für die religiöse Lehre des Markt Einersheimer Schuhmachers Simon Eisenhut (1781–1842). Dieser predigte ab 1817 vor einer wachsenden Gemeinschaft von der Rückkehr des Erzherzogs Karl und der damit verbundenen apokalyptischen Zeit.